# Spiess Tuning
Spiess Tuning es el nombre con el que comúnmente se conoce a la empresa alemana Siegfried Spiess Motorenbau GmbH, una compañía dedicada a la reforma y desarrollo de motores de automóviles, ubicada en Ditzingen, Baden-Württemberg, Alemania, y fundada el 22 de marzo de 1972 por el preparador Siegfred Spiess, quien inicialmente se había dedicado a la preparación de motores de motocicletas y más tarde en la preparación de motores NSU.
Actualmente, Spiess es reconocida a nivel mundial por sus desarrollos de motores para Fórmula 3, basados en motores marca Opel y por el desarrollo de dos estilos de motores Volkswagen R4.
Además de esto, Spiess trabajó en el desarrollo de diferentes motores para competencias, incluyendo un motor V8 de 4.0 litros, utilizado para equipar a los Opel Vectra de Deutsche Tourenwagen Masters.
En Argentina, los servicios de Spiess fueron requeridos por el equipo oficial Chevrolet Pro Racing de TC 2000, entre los años 2003 y 2008, para equipar sus unidades Chevrolet Astra. La conjunción chasis/carrocería, le dio a la marca buenos frutos, ya que durante ese período, consiguió obtener los campeonatos de los años 2004, 2006 y 2007 de la especialidad. Lamentablemente para esta marca, la sociedad se disolvió a causa de la implementación en 2009 por parte de TC 2000 de los motores Duratec by Berta, el cual no logró repetir lo logrado por Spiess.